# 밤비노!
《밤비노》(일본어: バンビ〜ノ!, 영어: Bambino!)는 세키야 테츠지에 의한 일본의 요리 만화로 이를 원작으로 한 드라마이다. <빅 코믹 스피리츠> (쇼가쿠칸)에서 2005년 2호부터 연재를 시작하며 제1부로서 2009년 13호까지 연재되었다. 그 후, 동년 19호에서 2013년 3호 제2부 "밤비노 SECONDO"가 연재되었다. 단행본은 쇼가쿠칸 빅 코믹스에서 제1부가 전체 15권, 제2부이 전체 13권으로 간행되고 있다. 제목의 '밤비노'는 이탈리아어로 소년의 의미한다.
주연은 마츠모토 준
2007년 제53회 쇼가쿠칸 만화상 일반 부문을 수상했다.

## 스토리
반 쇼고는 후쿠오카에서 대학에 다니며 이탈리안 레스토랑에서 아르바이트를 하고 있다. 어느 날 주인의 권유로 봄방학 동안만 도쿄 롯폰기의 유명한 이탈리안 레스토랑 바카날레에서 조수로 일하기로 한다. 나름대로 요리를 잘한다고 자신만만했던 반은 자기가 일하던 레스토랑과는 비교도 안 되는 규모와 인원, 그리고 요리 속도에 놀라 쉽게 적응하지 못한다.
잇단 실수로 도움이 되기는커녕 오히려 주방에서 거치적거리는 존재가 된 반은 자신이 얼마나 우물 안 개구리였는지를 깨닫는다. 그리고 반은 처음부터 다시 시작하는 마음으로 그곳에서 버텨나가기로 결심한다.

## 텔레비전 드라마
《밤비노!》는 NTV에서 2007년 4월 18일부터 2007년 6월 27일까지 매주 수요일 밤 10시에 방송된 일본의 드라마이다.

### 개요
- NTV 수요 드라마에서 남성의 배우가 주역을 맡는 것은 2004년 10월 ~ 12월에 방영된 《가장 소중한 사람은 누구입니까?》의 키시타니 고로 이후 2년 반만의 일이다. 또한 주연의 마츠모토 준에게 있어서 《소년 탐정 김전일》 이후 6년만의 연속 드라마 단독 주연 및 《고쿠센》 이래 5년만의 수요 드라마 범위의 주연이다.
- 캐치프레이즈는 〈"처음에는 누구나 애송이 (밤비)이다 !!!"〉

### 등장인물
트랏토리아 '밧카나레'(Trattoria Baccanale)
- 반 쇼고 (21세) - 마츠모토 준

본작의 주인공이자, 자기 싫어하는 성격과 순수하며 곧은 마음의 소유자이다. 하카타에 있는 작은 레스토랑에서 도쿄 롯폰기의 일류 트랏토리아 <밧카날레>에 보조로 온 열정 있는 대학교 4학년생으로 예쁜 여자친구도 있다. 하카타에서는 아르바이트생 곧 비정규직 노동자이면서도 가게를 맡는 등 실력에는 자신이 있다. 대학교의 봄방학이 되자 엔도의 추천으로 도쿄 록폰기에 있는 <바카날레>에 보조로 오게된다. 요리만큼은 자신이 있다고 생각했지만 프로만 모여있는 "바카날레"에 오고 나서는 보조가 아닌 별다르지 않은 아르바이트 생으로 전략하고 만다. 하지만 그런 바카날레에서 매력을 느끼게 되면서 좌절하지 않고 자신의 꿈을 향해 전진한다.
- 시시도 텟칸 (55세) - 이치무라 마사치카

트랏토리아 <밧카날레>의 오너 쉐프. 옛날부터 아는 사이엔 엔도의 부탁을 흔쾌히 받아들여 주방 보조를 반을 받아들인다. 쉐프로서의 솜씨를 도쿄 전체에 알려진 유명 쉐프로 성공한 사람으로서의 자신감이 베어 나온다. 이 당당한 풍격과 눈에 띄지 않는 배려로 <밧카날레의 얼굴>로서 매일매일 손님들을 접대한다. 너무나도 아끼는 <밧카날레>의 모든 것을 컨트롤하며 지탱하고 있다.
- 시시도 마유키 (32세) - 우치다 유키

트랏토리아 <밧카날레>의 디레또레(direttore), 지배인. 오너 쉐프인 시시도 텟칸의 딸. 정장이 잘 어울리는 세련된 여성으로 아름다우면서도 당당한 분위기로 <밧카날레>의 경영을 맡고 있는 수완가이다. 요나미네, 쿠와바라 두 사람과 과거 연인관계였던 듯하다.
Cucina (주방)
- 히비노 아스카 (23세) - 카리나

트랏토리아 <밧카날레>의 쉐프. 안티파스토 <전채> 담당. 주방 안에서도 홍일점이지만 기가 세고 남자들에게 물러서지 않는다. 지기 싫어하는 성격으로 보이지 않는 곳에서 남들 이상으로 연습과 연구를 거듭하는 노력가이다. 평상시에는 아주 평범한 여성스러움을 지녔으며 일이 좀처럼 진척되지 않아 주춤거리는 반에게 여러 조언을 하는 등 자상한 일면도 있다.
- 카토리 노조미 (28세) - 사토 류타

트랏토리아 <밧카날레>의 쉐프. 프리모 피아토(Primo Piatto) <파스타, 리조트> 담당. 고교를 중퇴하고 이 업계에 뛰어들었으며, 밑바닥부터 올라온 쉐프로 일에 대한 자부심을 갖고 있으며 다른 사람이든 자신에게든 엄하다. 그 때문에 일이 있어서는 조금도 타협을 하지 않으며, 지도를 맡게 된 반에게도 엄하게 대한다. 반이 제일 부딪히게 되는 벽이다.
- 쿠와바라 아츠시 (35세) - 사사키 쿠라노스케

트랏토리아 <밧카날레>의 부요리장. 세콘도 삐야또(Secondo Piatto) <육류, 어류 요리> 담당으로 야심가에 견실하면서도 착실한 성격으로 완벽주의자이다. 신경질적인 면이 있어 감정적으로 행동하는 것과 분쟁을 싫어하며, 날카로운 관찰력으로 전장과 같은 주방을 통솔한다. 이른바 <밧카날레> 주방의 꽃이다.
- 오다 토시오 (34세) - 홋샨

트랏토리아 <밧카날레>의 파스티츠첼레 <돌체 담당>이다. 거의 입을 열지 않는, 수수께끼의 인물이지만 실력은 확실해서 모든 사람들을 매료시키는 섬세하면서도 독창적인 디저트를 잇달아 만들어낸다.
- 세노오 마사시 (20세) - 무카이 오사무

주방 업 렌 디스타 / 견습 [제1화 ~ 제9화] → 안티파스토 / 전채 담당 [제10화, 최종화])
Sala (홀)
- 요나미네 츠카사 (35세) - 키타무라 카즈키

트랏토리아 <밧카날레>의 급사장. 항상 미소가 끊이질 않고 우아한 자태로 완벽하게 손님을 대한다. 그가 일단 홀에 나오면 밝고 화사한 가운데서도 금세 활기가 넘치고, 그를 만나기 위해 오는 단골손님도 많다. <밧카날레> 홀의 진정한 꽃이다.
- 마나가와 코즈에 (20세) - 코마츠 아야카

트랏토리아 <밧카날레>의 까메이에라 (웨이트리스). 홀의 아이돌 같은 존재로 귀여운 미소가 손님뿐만 아니라 홀의 직원들의 마음을 달래준다. 사실은 쉐프를 지망하고 있었는데 그 때문에 갑자기 나타난 반에게 질투심을 갖는다.
트랏토리아 '산 마루자노'(Trattoria San Marzano)
- 타카하시 에리 (21세) - 후키이시 카즈에

반의 여자친구. 하카타에 살며 대학 4학년생. 성실하고 사람들을 잘 챙기며 다부지고 반의 성격을 가장 잘 알고 있다. 본심은 헤어지고 싶이 않았으나, 반을 제일 먼저 생각해 과감하게 결심하고 반의 도쿄행을 응원하고 반에게 있어서도 마음의 기둥 같은 존재이다.
- 엔도 스스무 - 야마모토 케이

하카타 트랏토리아 <산마르짜노>의 오너 쉐프. <밧카날레>의 텟칸과는 젊은 시절 함께 이탈리아에서 수행을 함께 한 사이로 서로 존경하고 있다. 반을 잘 이해해주는 인물로 아직은 미숙한 반을 텟칸에게 맡기기로 결심한다.

### 주제가
- 아라시 - "We can make it!"

### 제작진
- 각본 : 오카다 요시카즈
- 음악 : 칸노 유고
- 협력 : NiTRo , 하루 테레아토
- 프로듀서 : 카토 마사토시, 무라세 켄 (NTV) 아사이 치히로 (MMJ)
- 연출 : 오오타니 타로, 노리요시 사쿠마
- 미술 디자인 : 타카노 마사히로
- 요리 감수 : 오치아이 츠토무
- 제작 협력 : MMJ
- 저작권 : NTV

### 방영일 및 부제, 시청률
| 각화                                      | 방송일          | 부제(원어)                    | 부제(풀이)                    | 시청률 |
| ----------------------------------------- | --------------- | ----------------------------- | ----------------------------- | ------ |
| 제1화                                     | 2007년 4월 18일 | 仕事って甘くない              | 일이란 만만치 않다            | 16.6%  |
| 제2화                                     | 2007년 4월 25일 | 負けてたまるか                | 패배 쌓이는가                 | 15.0%  |
| 제3화                                     | 2007년 5월 2일  | 涙…最後の一日                 | 눈물 ... 마지막 하루          | 13.7%  |
| 제4화                                     | 2007년 5월 9일  | 博多編…未来へ                 | 하카타 편 ... 미래에          | 14.0%  |
| 제5화                                     | 2007년 5월 16일 | 働くということ                | 일하는 것                     | 14.6%  |
| 제6화                                     | 2007년 5월 23일 | 愛って何だろう                | 사랑은 무엇일까               | 14.0%  |
| 제7화                                     | 2007년 5월 30일 | 恋のパスタ対決                | 사랑의 파스타 대결            | 13.2%  |
| 제8화                                     | 2007년 6월 6일  | デザートの魔法                | 디저트의 마법                 | 13.6%  |
| 제9화                                     | 2007년 6월 13일 | 料理人への扉!!                | 요리사의 문!                  | 13.7%  |
| 제10화                                    | 2007년 6월 20일 | 料理が作れる!                 | 요리를 만들 수있다!           | 13.8%  |
| 최종화                                    | 2007년 6월 27일 | 涙の別れ…さよならバッカナーレ | 눈물의 이별 ... 안녕 밧카나레 | 14.4%  |
| 평균 시청률: 14.2%                        |                 |                               |                               |        |
| (시청률은 간토 지방·비디오 리서치사 조사) |                 |                               |                               |        |

### 스핀 오프 드라마
매회 방송 종료 후에 공식 사이트 및 모바일 사이트에서 스핀 오프 드라마가 전달되었다. 《밤비노 스핀 오프》의 각본은 본편과 마찬가지로 오카다 요시카즈가 담당하고, 그 밖에도 연출을 무라세 켄이 담당하는 이외는 같은 제작진으로 구성되어 있다. 스토리는 "밧카나레" 영업 종료 후 홀을 중심으로 전개하고 있다. 5월 13일까지 사이에 50만의 조회수를 기록했다. 2007년 12월에 배달 완료.